# Петришковский сельсовет
Петришковский сельсовет (бел. Пятры́шкаўскі сельсавет) — административно-территориальная единица Минского района Минской области Республики Беларусь. Административный центр — агрогородок Петришки.

## География
Сельсовет расположен к северо-западу от Минска и граничит с Молодечненским и Воложинским районами. 

## История

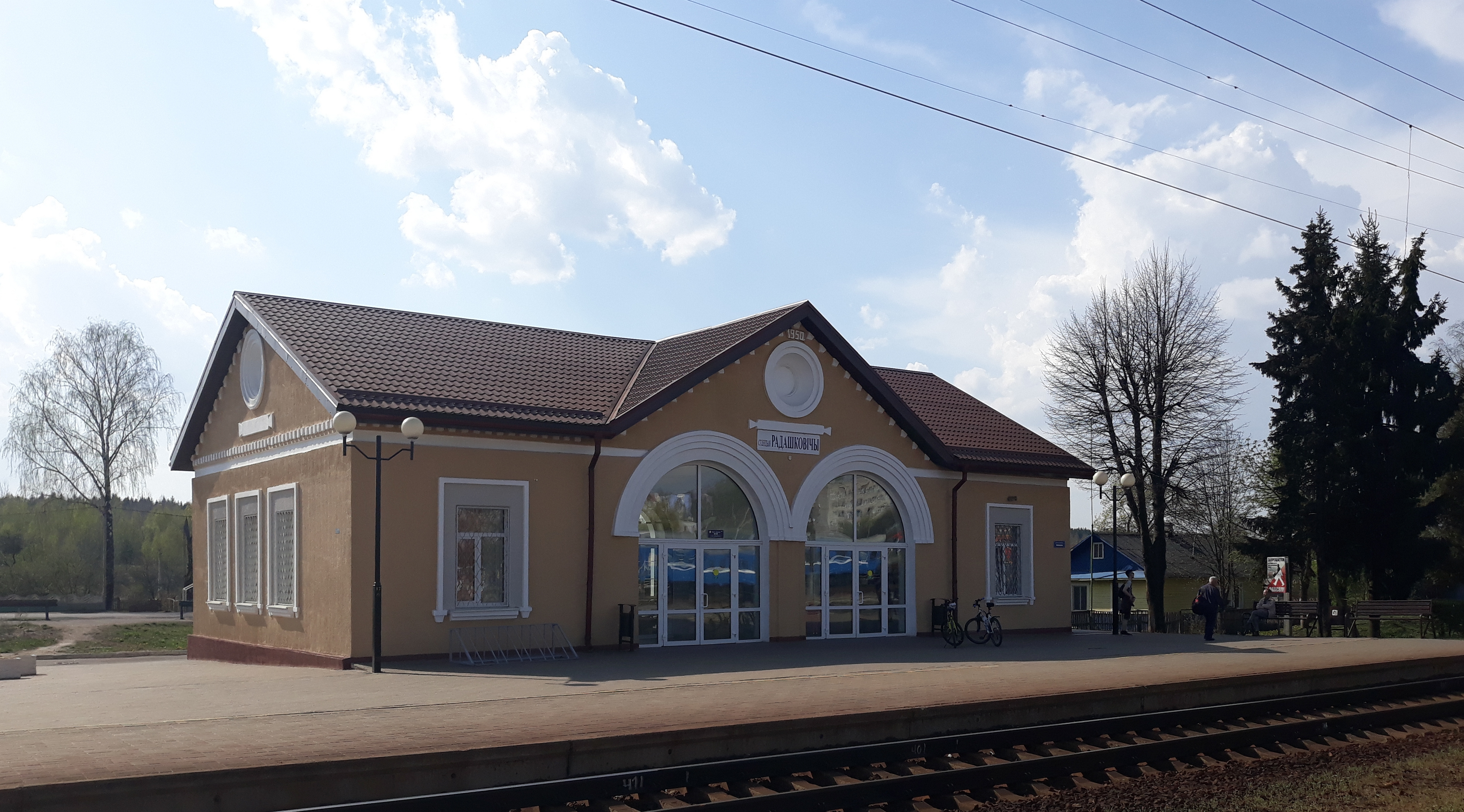
Железнодорожная станция Радошковичи в аг. Петришки

Образован 20 августа 1924 года как Анусинский сельсовет в составе Заславского района Минского округа БССР. Центр-деревня Анусино. После упразднения окружной системы 26 июля 1930 года в Заславском районе БССР. После введения областного раздела 20 февраля 1938 года в Заславском районе Минской области. В 1939 году центр сельсовета перенесен на станцию Радошковичи. С 8 августа 1959 года сельсовет в составе Минского района. После 1968 года центр сельсовета перенесен в деревню Петришки. 19 марта 1974 года сельсовет переименован в Петришковский. 
9 августа 1979 года к сельсовету присоединена часть упраздненного Заславского сельсовета (9 населенных пунктов: Ворошилы, Вязанка, Гуры, дички, Захаричи, Кирши, Метково, Чернявщина, Шубники). 
28 декабря 2007 года упразднена деревня Хмелевка (присоединена к Заславлю). 
В 2008 году деревня Петришки преобразована в агрогородок. 
28 мая 2013 года в состав Петришковского сельсовета переданы населённые пункты Ермаки и Кисели, ранее входившие в состав Роговского сельсовета.

## Состав
Петришковский сельсовет включает 22 населённых пунктов:
- Анусино — деревня.
- Векшицы — деревня.
- Венделево — деревня.
- Ворошилы — деревня.
- Вязанка — деревня.
- Дички — деревня.
- Должаны — деревня.
- Ермаки — деревня.
- Захаричи — деревня.
- Кирши — деревня.
- Кисели — деревня.
- Кривое Село — деревня.
- Крички — деревня.
- Липени — деревня.
- Метково — деревня.
- Недреска — деревня.
- Новашино — деревня.
- Петришки — агрогородок.
- Светлый Путь — деревня.
- Чернявщина — деревня.
- Шубники — деревня.
- Щеки — деревня.

Упразднённые населённые пункты:
- Хмелевка — деревня

## Экономика
В районе деревни Захаричи расположено производство СООО "МАТТИОЛИ".

## Инфраструктура
На территории агрогородка Петришки функционируют: учреждения образования - ГУО «Петришковская СШ», ГУО «Петришковский ясли-сад», учреждения культуры - Петришковский сельский дом культуры, Петришковская сельская библиотека, учреждения здравоохранения - УЗ МЦРБ «Петришковская врачебная амбулатория», тренажерный зал, производственные и промтоварные магазины. отделение РУП «Белпочта», ОАО "АСБ Беларусбанк", объекты бытового обслуживания- КУП «Минский РКБО».